# Acriopsis liliifolia
Acriopsis liliifolia là một loài thực vật có hoa trong họ Lan. Loài này được (J.König) Seidenf. mô tả khoa học đầu tiên năm 1995.